# 高松環状道路
高松環状道路（たかまつかんじょうどうろ）は、香川県高松市内を環状に結ぶ地域高規格道路である。

## 概要
四国横断自動車道のインターチェンジ、高松空港（空港付近は高松空港連絡道路で結ぶ）、高松港、サンポート高松を結ぶ。

### 構成する道路
- 福岡町～檀紙町（調査区間）[1][2]
  - 4車線・約10km
  - 起点：香川県高松市福岡町
  - 終点：香川県高松市檀紙町

- 香川県道44号円座香南線（整備区間）[3]
  - 中間工区（約3km）
  - 香南工区（約6km）の一部

## インターチェンジ
福岡町～檀紙町のインターチェンジの予定地
- 高松西IC（既設）
- 檀紙町
- 鶴市町
- 郷東町
- 瀬戸内町周辺
- 寿町周辺
- 福岡町周辺